# 正定府文庙
38°08′37.3″N 114°34′01.2″E / 38.143694°N 114.567000°E
正定府文庙，即正定府学文庙，位于中国河北省正定县老城内的常山东路路南正定县中医院南方、县学门口街東頭解放街小学北侧的居民区中。正定设府的历史长达1131年，因此正定内同时有府、县两级学宫文庙。县学文庙目前保存尚好，府学文庙则仅剩戟门及其东西耳房，是建于元代的珍贵文物。2006年成为全国重点文物保护单位。

## 历史
正定府文庙创建于北宋熙宁三年（1070年），其后金、元、明、清各代均有重修。中华人民共和国成立初期，主要建筑基本保存完整，中路有牌坊、棂星门、泮池、泮桥、名宦祠、乡贤祠、戟门、东西庑、大成殿、崇圣祠及六忠祠，东路前为魁星楼，后为学堂；西路有明伦堂。淸末時大部分建筑已被拆除，仅戟门及其东西耳房幸存。

## 重修與旅遊開發
多年来，府文庙一直由正定县中医院（原正定县妇幼保健医院）使用，戟门和耳房作为住房供给单位职工居住。由于长期保护不善，建筑已濒临倒塌。2009年3月份以来，正定县文物保管所对戟门、耳房进行了整修，基本排除了险情。
在正定其它古蹟完成旅遊開發之後，正定府文廟戟门仍藏於深巷民宅之中。2018年10月下旬，正定縣研究徵收正定府文廟周邊的民房並開發正定府文庙，11月末，通知及公告下發，府文庙開發成定局。2019年12月，府文廟戟门及其耳房完成修繕，門前拆遷工作亦已完成，形成廣場，2020年照片中可看出院內尚無主體建築重建跡象。